# Kosta Perović
Kosta Perović (serbisch-kyrillisch Коста Перовић; * 19. Februar 1985 in Osijek, SR Kroatien) ist ein ehemaliger serbischer Basketballspieler. Perović begann seine Karriere beim dominierenden serbischen Verein KK Partizan aus der Hauptstadt Belgrad. Im NBA-Draft 2006 ausgewählt spielte er in der NBA 2007/08 für die Golden State Warriors sowie in der NBA Development League. 2008 kehrte er nach Europa zurück und spielte anschließend fünf Jahre in der spanischen Liga ACB, wo er mit dem FC Barcelona einmal das spanische Double und eine weitere Meisterschaft gewinnen konnte. Zuvor hatte er mit Valencia BC bereits den Eurocup 2009/10 gewonnen.

## Karriere
Perović spielte zunächst in Belgrad für Beopetrol, bevor er 2002 als 17-Jähriger zum dominierenden serbischen Serienmeister KK Partizan wechselte. Mit Partizan gewann er in der Folge fünf Landesmeisterschaften sowie 2007 die ABA-Liga. Als Nachwuchstalent nahm er für den amtierenden Weltmeister Serbien und Montenegro an der Endrunde der Basketball-Europameisterschaft 2003 in Schweden teil, wo er nach der Viertelfinalniederlage gegen den späteren Europameister Litauen nur in der Platzierungsrunde eingesetzt wurde, bei der man den sechsten Platz belegte. Bei der folgenden WM 2006 in Japan war er wieder im Nationalteam vertreten, wo die Mannschaft trotz der vorherigen Auflösung des Staatenverbundes von Serbien und Montenegro noch als serbisch-montenegrinische Mannschaft antrat. Dort wurde er zwar in allen Spielen bei wenig Spielzeit eingesetzt, aber der Titelverteidiger, da Nachfolger der „rest-jugoslawischen“ Mannschaft von 2002, schied bereits im Achtelfinale gegen den späteren Weltmeister Spanien aus. Zuvor war Perović im NBA-Draft des Jahres 2006 von Golden State Warriors aus der NBA ausgewählt worden.
Zur Spielzeit 2007/08 holten die Golden State Warriors Perović in die Vereinigten Staaten und gaben ihn im November 2007 zunächst einmal an das „Farmteam“ Bakersfield Jam in der NBA Development League (D-League) ab. Neben 21 Spielen in der D-League holten ihn die Warriors zu sieben Einsätzen in der NBA 2007/08 in ihren Kader. Nach dem Ende der Spielzeit kehrte Perović nach Europa zurück und spielte in der spanischen Liga ACB für Pamesa Basket Club aus Valencia. Nachdem sich Serbien nicht für die Olympischen Spiele 2008 qualifiziert hatte, kehrte Perović in die Nationalmannschaft zurück und gewann mit dieser eine Silbermedaille bei der Endrunde der EM 2009 in Polen, als man Weltmeister Spanien, den man im Auftaktspiel der Vorrunde noch besiegt hatte, im Finale deutlich unterlegen war. Auf Vereinsebene schied Perović in den folgenden beiden Spielzeiten jeweils im Viertelfinale der spanischen Meisterschaft aus. Nachdem man im Eurocup 2008/09 ebenfalls im Viertelfinale ausgeschieden war, gewann man diesen europäischen Vereinswettbewerb ein Jahr später unter dem neuen Namenssponsor Power Electronics im Finale gegen den deutschen Vertreter Alba Berlin. Perović war in knapp 23 Minuten Einsatzzeit Topscorer des Finalspiels.
Bei der WM 2010 verlor man gegen den Gastgeber türkische Basketballnationalmannschaft das Halbfinale nur sehr knapp in den Schlusssekunden und verpasste im kleinen Finale gegen Litauen nach einer Niederlage den Gewinn einer Medaille. Für die Spielzeit 2010/11 wechselte Perović zu Valencias Ligakonkurrenten FC Barcelona in die katalanische „Metropole“. Auf nationaler Ebene gewann man zunächst das Double aus Meisterschaft und „Copa del Rey“ 2011 und verteidigte den Meisterschaftsgewinn ein Jahr später. Als Titelverteidiger in der EuroLeague 2010/11 verlor man jedoch trotz Heimvorteil im Viertelfinal-Play-off gegen den späteren Titelgewinner Panathinaikos Athen. Gegen diese Mannschaft konnte man sich beim Final-Four-Turnier ein Jahr später in der EuroLeague 2011/12 revanchieren, allerdings nur im „kleinen Finale“ um den dritten Platz, nachdem man das Halbfinale gegen den späteren Titelgewinner Olympiakos Piräus verloren hatte. Mit der serbischen Nationalmannschaft hatte Perović zuvor eine enttäuschende EM-Endrunde 2011 gespielt, als man in der Finalrunde ab dem Viertelfinale alle Spiele verlor und mit dem achten Platz erneut eine Teilnahme an den Olympischen Spielen verpasste.
Für die Spielzeit 2012/13 wechselte Perović erneut innerhalb der spanischen Liga ACB zu CB Unicaja aus Málaga. Danach in die VTB United League, bevor er im Sommer 2015 zurück zum KK Partizan ging. Für diesen konnte er, aufgrund gesundheitlicher Probleme, nur wenige Spiele bestreiten und gab deswegen am 15. Dezember 2015 sein Karriereende bekannt.